# Ergane carinata
Ergane carinata là một loài nhện trong họ Salticidae.
Loài này thuộc chi Ergane. Ergane carinata được Berry, Joseph A miêu tả năm 1996. Beatty & Jerzy Prószyński.